# Discografia de Lil Jon
Álbuns do rapper e produtor Lil' Jon:
- Get Crunk, Who U Wit: Da Album
  - Lançado dia: 21 de Outubro de 1997
  - Gravadora: Mirror Image/Ichiban/D.M. Records
  - Posição: -
  - RIAA certificação: 5,000 copias vendida [carece de fontes?]

- We Still Crunk!!
  - Lançado dia: 15 de Agosto de 2000
  - Gravadora: BME
  - Posição: -
  - RIAA certificação: 150,000 copias vendida [carece de fontes?]

- Put Yo Hood Up
  - Lançado dia: May 22, 2001
  - Gravadora: TVT
  - Posição: 45 U.S.
  - RIAA certification: Ouro

- Kings of Crunk
  - Lançado dia: October 8, 2002
  - Gravadora: BME/TVT
  - Posição: 15 U.S.
  - RIAA certificação: 2× Platina

- Crunk Juice
  - Lançado dia: November 16, 2004
  - Gravadora: BME/TVT
  - Posição: 3 U.S. 52 UK
  - RIAA certificação: 2× Platina

- Crunk Rock
  - Lançado dia: (esta em produção)
  - Gravadora: BME/TVT
  - Posição: –
  - RIAA certificação: –

## Singles

### Solo
| Year | Song                                                  | Chart positions | Chart positions | Chart positions | Chart positions | Album          |
| Year | Song                                                  | U.S. Hot 100    | U.S. R&B        | U.S. Rap        | UK              | Album          |
| ---- | ----------------------------------------------------- | --------------- | --------------- | --------------- | --------------- | -------------- |
| 2001 | "Put Yo Hood Up"                                      | –               | 80              | –               | –               | Put Yo Hood Up |
| 2003 | "I Don't Give a Fuck" (feat. Mystikal & Krayzie Bone) | –               | 50              | –               | –               | Kings of Crunk |
| 2003 | "Get Low" (feat. Ying Yang Twins)                     | 2               | 2               | 1               | –               | Kings of Crunk |
| 2004 | "What U Gon' Do" (feat. Lil Scrappy)                  | 22              | 13              | 8               | –               | Crunk Juice    |
| 2004 | "Lovers and Friends" (feat. Usher & Ludacris)         | 3               | 2               | 1               | 10              | Crunk Juice    |
| 2004 | "Real Nigga Roll Call" (feat. Ice Cube)               | –               | 61              | –               | –               | Crunk Juice    |
| 2006 | "Snap Yo Fingers" (feat. E-40 & Sean P)               | 7               | 1               | 1               | –               | Crunk Rock     |
| 2006 | "Act a Fool" (feat. Three 6 Mafia)                    | –               | 91              | –               | –               | Crunk Rock     |

### Com participação dele
| Year | Song                                                                      | Chart positions | Chart positions | Chart positions | Chart positions | Album                                  |
| Year | Song                                                                      | U.S. Hot 100    | U.S. R&B        | U.S. Rap        | UK              | Album                                  |
| ---- | ------------------------------------------------------------------------- | --------------- | --------------- | --------------- | --------------- | -------------------------------------- |
| 2003 | "Damn!" (Youngbloodz feat. Lil Jon)                                       | 4               | 2               | 1               | –               | Drankin' Patnaz                        |
| 2004 | "Yeah!" (Usher feat. Lil Jon & Ludacris)                                  | 1               | 1               | –               | 1               | Confessions                            |
| 2004 | "Salt Shaker" (Ying Yang Twins feat. Lil Jon)                             | 9               | 9               | 2               | –               | Me & My Brother                        |
| 2004 | "Culo" (Pitbull feat. Lil Jon)                                            | 32              | 45              | 11              | –               | M.I.A.M.I.                             |
| 2004 | "Let's Go" (Trick Daddy feat. Lil Jon & Twista)                           | 7               | 10              | 4               | 26              | Thug Matrimony: Married to the Streets |
| 2004 | "Real Gangstaz" (Mobb Deep feat. Lil Jon)                                 | –               | 49              | –               | –               | Amerikaz Nightmare                     |
| 2004 | "Toma" (Pitbull feat. Lil Jon)                                            | –               | 74              | –               | –               | M.I.A.M.I.                             |
| 2004 | "Head Bussa" (Lil Scrappy feat. Lil Jon)                                  | –               | –               | –               | –               | Trillville & Lil Scrappy               |
| 2004 | "Neva Eva" (Trillville feat. Lil Jon & Lil Scrappy)                       | 78              | 28              | 22              | –               | Trillville & Lil Scrappy               |
| 2005 | "Girlfight" (Brooke Valentine feat. Lil Jon & Big Boi)                    | 23              | 13              | –               | 35              | Chain Letter                           |
| 2005 | "Okay" (Nivea feat. Lil Jon & Youngbloodz)                                | 40              | 14              | –               | –               | Complicated                            |
| 2006 | "Bojangles (remix)" (Pitbull feat. Lil Jon & Ying Yang Twins)             | 91              | 89              | –               | –               | El Mariel                              |
| 2006 | "Go to Church" (Ice Cube feat. Lil Jon & Snoop Dogg)                      | 121             | 67              | 25              | –               | Laugh Now, Cry Later                   |
| 2006 | "Gangsta Gangsta" (Lil Scrappy feat. Lil Jon)                             | –               | –               | –               | –               | Bred 2 Die Born 2 Live                 |
| 2007 | "Get Buck in Here" (DJ Felli Fel feat. Diddy, Lil' Jon, Akon, & Ludacris) | 41              | 87              | 15              | –               | Go DJ!                                 |
| 2007 | "The Anthem" (Pitbull feat. Lil Jon)                                      | 76              | -               | 16              | -               | The Boatlift                           |
| 2008 | "That's Right" (Ciara featuring Lil Jon)                                  | -               | -               | -               | -               | The Evolution                          |